# Escharella octodentata
Escharella octodentata är en mossdjursart som först beskrevs av Walter Douglas Hincks 1880.  Escharella octodentata ingår i släktet Escharella och familjen Romancheinidae. Inga underarter finns listade i Catalogue of Life.